# Johann Abraham Peter Schulz
Johann Abraham Peter Schulz, nemški skladatelj, * 31. marec 1747, Lüneburg, † 10. junij 1800, Schwedt.
Bil je učenec Johanna Philippa Kirnbergerja. Med letoma 1780 in 1787 je bil vodja kapele princa Heinrich v Rheinsbergu, med letoma 1787 in 1795 pa vodja kapele v Københavnu.
Komponiral je opere, oratorije, kantate, klavirsko glasbo in predeloval ljudske pesmi. Pisal je tudi glasbeno-teoretske razprave (Allgemeinen Theorie der schönen Künste v štirih zvezkih).